# Sthenias gracilis
Sthenias gracilis là một loài bọ cánh cứng trong họ Cerambycidae.